# 攻撃再開 2008 I.V.〜破滅に向かって〜
攻撃再開 2008 I.V.〜破滅に向かって〜は、日本のロックバンドX JAPANが東京ドームにおいて、2008年の3月28日から3月30日までの3日間にわたり開催したコンサートである。

## 日程
- 3月28日：破壊の夜
- 3月29日：無謀な夜
- 3月30日：創造の夜

## 概要
1997年大晦日の『THE LAST LIVE〜最後の夜〜」以来となるX JAPANの復活コンサートである。当初は3月28日と30日の2daysで行われる予定だったが、チケットの先行予約数が予想を大きく上回ったため3月29日に追加公演を行うことが決定され、3days公演となった。
28日の破壊の夜では開場・開演が2時間以上遅れた。また同コンサート終盤ではYOSHIKIが「ART OF LIFE」を演奏中に失神し、そのまま終演となった。但し、後にYOSHIKIは「失神したのは予定外だったが、この日は最初から『ART OF LIFE」の前半部分で終わる予定だった。」と言っていた。
28日の破壊の夜を放送したWOWOWでは　冒頭で　1997年大晦日に行われた『THE LAST LIVE〜最後の夜〜』で演奏された「Forever Love」の映像と新曲「I.V.」のPVが放送された。
前日の開演・開場の遅れやYOSHIKIの失神について、29日に緊急記者会見が開かれ、説明が行われた。会見では、HIDEを出演させるための演出（ホログラム）の調整に時間がかかったことや、機材トラブルなどが続発したことが、開場・開演が遅れた理由と説明され、YOSHIKIが倒れたことに関しては、「YOSHIKIはステージ袖に下がるたびに、ドーム側と終演時間（当初終演時間が22時までと決められていた）についての交渉に当たっており、最後の楽曲でそのことに関し怒り狂いながらドラムを叩いていたところ失神した」と説明された。
29日は「Tears」の、30日は「ENDLESS RAIN」の演奏後に「本日の公演は終了しました」というアナウンスが流れ、場内が驚き、ブーイング、アンコールを熱望する声に包まれたが、その直後に「PROLOGUE (~WORLD ANTHEM)」が流れ、「X」の演奏に繋がるというサプライズがあった。
28日の「破壊の夜」はWOWOW、及びでインターネット配信（DMM.com）で生中継されたが、29日、30日はテレビ放送されず、インターネット配信のみで有料生中継された。その後、同年7月24日に「破壊の夜」、同月25日に「無謀な夜」が、WOWOWで放送された。
海外向けに発表されたコンサートの英語でのタイトルは「X JAPAN to resume its attack in 2008 I.V. 〜towards destruction〜」。公演ごとの英語タイトルはそれぞれ"Night of Destruction"、"Night of Madness"、"Night of Creation"である。

## 参加メンバー

### X JAPAN
- YOSHIKI
- TOSHI
- PATA
- HEATH
- HIDE

### ゲストミュージシャン
- SUGIZO (LUNA SEA)：ギター
- ウェス・ボーランド（ブラック・ライト・バーンズ / リンプ・ビズキット）：ギター
- リチャード・フォータス（ガンズ・アンド・ローゼズ）：ギター
- アマンダ・フレイ(Violet UK)：ベース
- キャサリン・フィットジェラルド(Violet UK)：ボーカル

## 演奏曲

### 破壊の夜(2008/3/28)
セットリスト
この日のみ開演が20:47と大幅に遅れ、当初全16曲の予定から演奏を削られている。
- THE LAST SONG
- Rusty Nail
- WEEK END
- SCARS (イントロのみ)
- Silent Jealousy
- Drum Break
- HIDEの部屋(POSE　コンピューターによる演出を除いた96年年末ライヴの「HIDEの部屋」)
- Say Anything (アコースティック)
- Without You
- I.V.
- 紅

アンコール
- ART OF LIFE（第一楽章(ピアノソロの直前)まで）
- Longing 〜跡切れたmelody〜(S.E.)
- CRUCIFY MY LOVE(S.E.)

### 無謀な夜(2008/3/29)
セットリスト
- Forever Love
- Rusty Nail
- WEEK END
- PATA Solo
- DRAIN
- Longing 〜跡切れたmelody〜 (アコースティック)
- YOSHIKI PIANO Solo
- Without You
- I.V.
- 紅

アンコール1
- City Of Devils (Violet UK)
- YOSHIKI Drum Solo
- Tears

アンコール2
- PROLOGUE (~WORLD ANTHEM)(S.E.)
- X
- Longing 〜跡切れたmelody〜(S.E.)
- CRUCIFY MY LOVE(S.E.)

### 創造の夜(2008/3/30)
セットリスト
- Tears
- Rusty Nail
- WEEK END
- PATA Solo
- HEATH Solo
- HIDEの部屋(MISCAST〜DOUBT 93年年末ライヴの「HIDEの部屋」)
- Forever Love (アコースティック)
- Without You
- I.V.
- 紅
- オルガスム〜歓喜の歌〜オルガスム

アンコール1
- City Of Devils (Violet UK)
- YOSHIKI Drum Solo
- ENDLESS RAIN

アンコール2
- PROLOGUE (~WORLD ANTHEM)(S.E.)
- X
- ART OF LIFE（第二楽章から）
- Say Anything (S.E.)
- Forever Love(Last Mix) (S.E.)
- UNFINISHED (S.E.)